# Benzolsulfonylchlorid
Benzolsulfonylchlorid ist eine chemische Verbindung aus der Gruppe der Organoschwefelverbindungen.

## Gewinnung und Darstellung
Benzolsulfonylchlorid kann durch Reaktion von Natriumbenzolsulfonat mit Phosphorpentachlorid oder Phosphoroxychlorid sowie durch Reaktion von Benzol mit Chlorsulfonsäure gewonnen werden.

## Eigenschaften
Benzolsulfonylchlorid ist eine brennbare, wenig flüchtige, farblose bis grünliche Flüssigkeit mit unangenehmem stechendem Geruch, die praktisch unlöslich in Wasser ist. Sie zersetzt sich bei Erhitzung über 251 °C. Sie reagiert mit Wasser, Ammoniak, Ethanol oder Phenol zum zugehörigen Benzolsulfonsäurederivat. Mit Benzol bildet sie durch eine Friedel-Crafts-Reaktion Diphenylsulfon.

## Verwendung
Benzolsulfonylchlorid wird für die Hinsberg-Trennung von primären von sekundären Aminen verwendet, wobei diese durch Reaktion mit der Verbindung in Benzolsulfonsäureamide überführt werden deren unterschiedliche Löslichkeit dann ausgenutzt wird. Es wird als Zwischenprodukt bei der Herstellung von Benzolsulfonamiden, Thiophenolen, Glybazol und Benzonitrilen verwendet.